# Convento do Carmo (Lisboa)
El convento de la Orden del Carmen (en portugués: Convento da Ordem do Carmo) es un antiguo convento católico ubicado en freguesia de Santa María Mayor, en la ciudad de Lisboa, Portugal. El convento medieval se derrumbó durante el terremoto de Lisboa de 1755 y destruyó la iglesia gótica de Nuestra Señora do Carmo. Actualmente aún puede notarse en la fachada meridional del convento las evidencias de dicho sísmo. 

## Historia
El monasterio fue fundado en 1389 por el condestable (comandante supremo del rey) Nuno Álvares Pereira, a partir de un pequeño convento carmelita situado en los terrenos adquiridos por su hermana Beatriz Pereira y el admirante Pessanha. La reconstrucción del convento comenzó en 1393. En 1407 se completó el presbiterio y el ábside de la iglesia conventual, permitiendo los actos litúrgicos ese mismo año. En torno a 1423 las celdas residenciales se terminaron, permitieron a los monjes carmelitas trasladarse desde Moura, al sur de Portugal, para habitar el edificio, incluyendo al padre Nuno de Santa María y al condestable Nuno Álvares Pereira, quien donó toda su riqueza al convento y comenzó a vivir en él. En 1551, el convento albergaba 70 clérigos y 10 sirvientes, que pagaban unas rentas de tierra de aproximadamente 2500 cruzados anualmente.
El célebre terremoto de Lisboa de 1755 causó grandes daños al convento y destruyó completamente la biblioteca, que albergaba en torno a 5000 volúmenes. Los 126 clérigos que vivían en el edificio en aquel momento tuvieron que abandonar el edificio, siendo trasladados inicialmente a Cotovia y, más tarde, a Campo Grande.

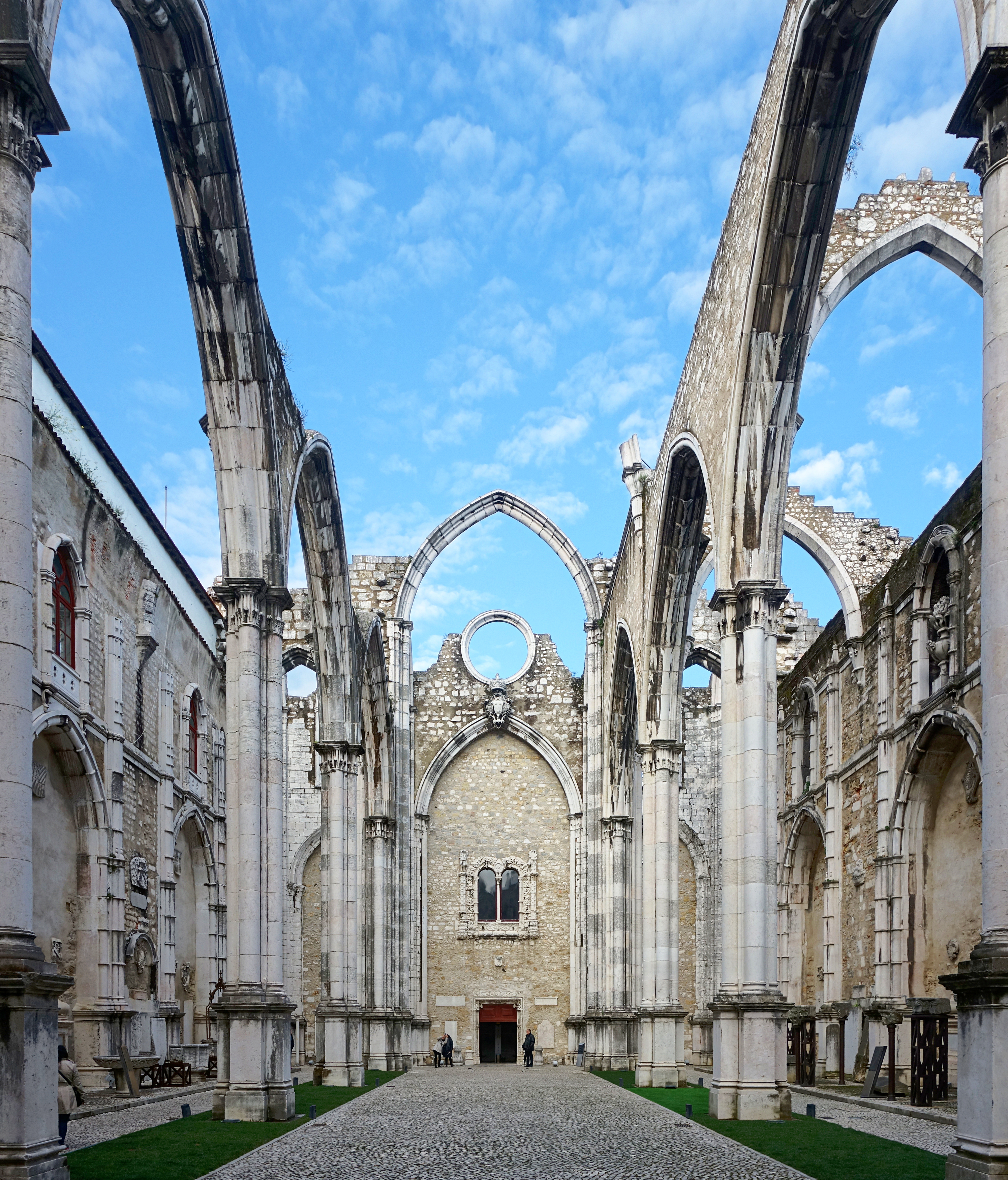
Iglesia do Carmo que no fue reconstruida.

A comienzos del siglo XIX se realizaron pequeñas restauraciones en el monasterio, como la reparación de los azulejos de la techumbre. En la década de 1810, el monasterio fue ocupado por la Guardia Real de Policía, incluyendo finalmente el acuartelamiento del batallón de francotiradores (en 1814) y las milicias (en 1831), mientras que se pintaron los interiores. En 1834 se realizaron reparaciones por el departamento de Obras Públicas para adaptar el convento a juzgados del 3.º Distrito. La iglesia nunca llegó a reconstruirse y fue alquilada como aserradero en junio de 1835, antes de que las órdenes religiosas fueran abolidas en Portugal. En aquella época la primera y segunda compañía de infantería de la guardia municipal se instalaron en el convento y, posteriormente, el primer escuadrón de caballería en 1845. Los edificios y el área fueron donados en 1864 a la Asociación de Arqueólogos Portugueses, quien convirtió el edificio en ruinas en un museo.
En 1902 se contrató a un equipo para la restauración de la fachada orientada al Largo do Carmo. Entre 1911 y 1912, las murallas en torno al convento do Carmo fueron reconstruidas, en la que se construyeron algunos arcos, bajo la supervisión del arquitecto Leonel Gaia. En 1955 se dieron permisos para ejecutar proyectos públicos con el objetivo de conservar y restaurar las fachadas y la techumbre de los edificios militares por la Delegación de Obras de Edificios de las Guardias Republicanas. El 28 de febrero de 1969 un terremoto causó grandes daños a la nave de la iglesia.
Durante la Revolución de los Claveles el convento fue rodeado por rebeldes militares, quienes estaban en contra del régimen del Estado Nuevo. La dictadura del último presidente, Marcelo Caetano, y las fuerzas leales a su régimen se atrincheraron en el edificio, y finalmente se rindieron ante el futuro presidente democrático António de Spínola. El antiguo convento fue reutilizado como la sede de la Guardia Republicana.

## Museo Arqueológico do Carmo
El Museo Arqueológico do Carmo fue fundado en 1864 por el primer presidente de la Asociación de Arqueólogos Portugueses, Joaquim Possidónio Narciso da Silva (1806-1896). Fue el primer museo de arte y arqueología del país, y nació con los objetivos de salvaguardar el patrimonio nacional que se había olvidado y deteriorado como consecuencia de la extinción de las órdenes religiosas y de los numerosos estragos ejecutados durante las invasiones francesas y las guerras liberales.
En sus primeros años de existencia, se reunieron piezas de arquitectura y escultura, como por ejemplo, monumentos funerarios de gran relevancia escultórica, paneles de azulejos, escudos de armas y otros objetos de interés histórico-artístico y arqueológico. A finales del siglo XIX y en el tercer cuarto del siglo XX llegaron al museo importantes colecciones de arte y arqueología provenientes de diversos puntos, entre los cuales se encontraba una colección de epigrafía romana, una colección de cerámicas y momias precolombinas y artefactos de las excavaciones del poblado fortificado de Vila Nova de San Pedro, en Azambuja (Calcolítico, c. 3500 antes de Cristo), contando actualmente con cerca de mil artefactos en la exposición permanente.

## Videojuego
En el videojuego Assassin's Creed: Rogue, bajo este convento se ubica un templo Isu, el cual Shay Patrick Cormac retira un objeto que al parecer mantenía la estabilidad de las placas tectónicas, causando así el Terremoto de Lisboa de 1755.